# カトリック高雄教区

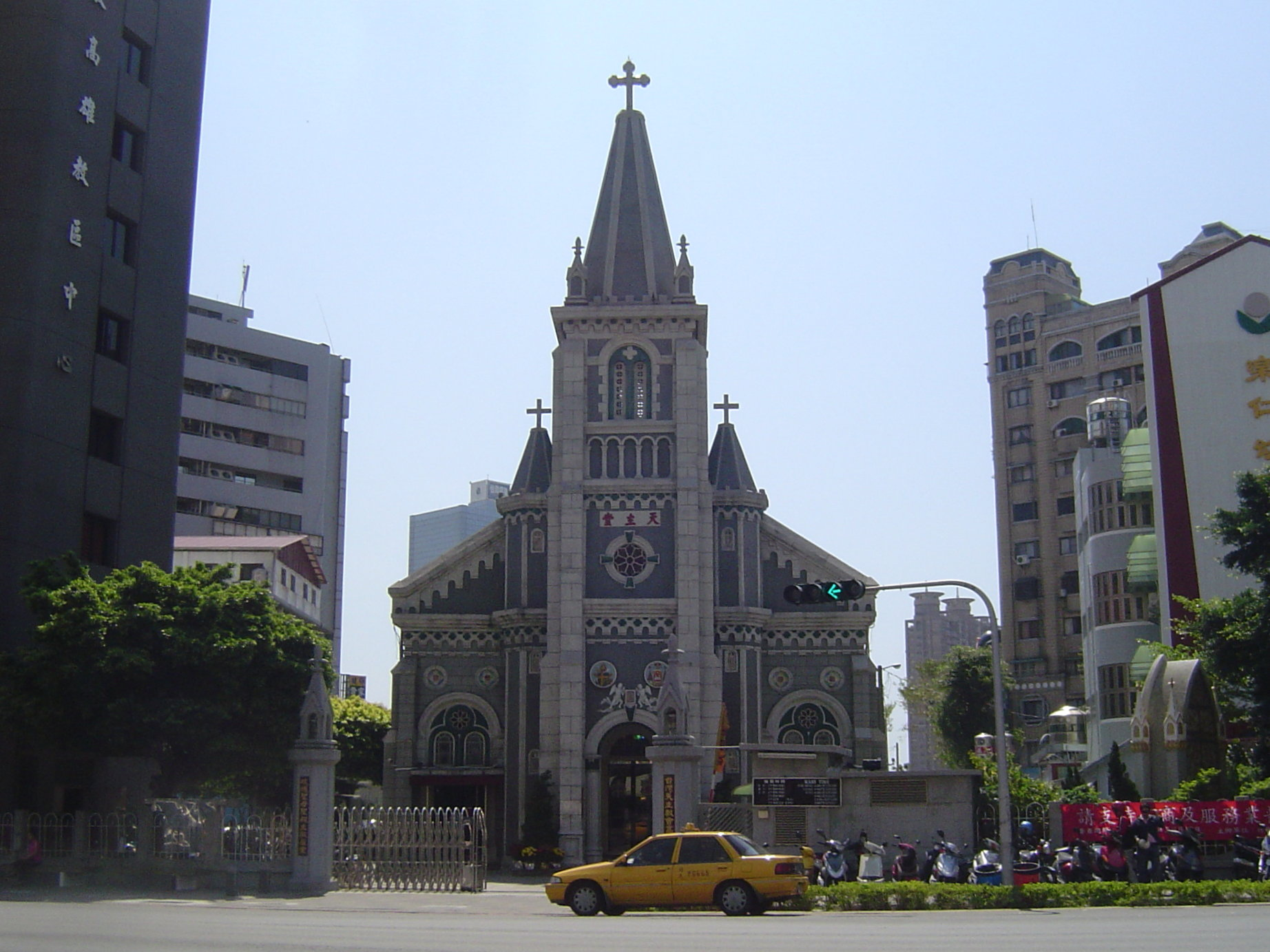
玫瑰聖母司教座堂

カトリック高雄教区（中: 天主教高雄教區、羅: Dioecesis Kaohsiungensis、英: Diocese of Kaohsiung）は、台湾の高雄市および屏東県を管轄区域とするキリスト教カトリック教会の司教区。カテドラル（司教座聖堂）は玫瑰（まいかい）聖母聖殿司教座堂。

## 沿革
- 1859年（清咸豊9年） - 5月18日、フィリピンを活動拠点としていた3名のスペイン人ドミニコ会士の宣教師が5名の中国人信徒を伴って、中国大陸から台湾海峡を横断し打狗港へ到着。同年12月、愛河河口付近、すなわち現在の司教座堂の場所に簡易伝道所を建設。これがカトリック教会の台湾における最初の活動拠点となる。当初、台湾は福建代理区（現在の福州教区）の管理下に入ることとなる。
- 1883年 – 台湾は新たに成立したアモイ代理区（現在のアモイ教区）へと所属が変更となる。これは1895年 、日本統治時代に入っても継続し、正式に日本領土となったにもかかわらず、依然として教皇庁の扱いは「中国方面」のままであった。
- 1913年 – 7月19日、かかる状況を考慮して教皇庁はフォルモサ使徒座知牧区（羅: Praefectura Apostolica de Formosa）、すなわち台湾知牧区を設立し、その管轄区域を日本統治下の台湾（台湾および澎湖諸島）とした。台湾におけるカトリック教会の宣教が当初からドミニコ会によって行われたことから、歴代の台湾知牧は主にドミニコ会士から選ばれている。司教座は高雄市の前金教会（現在の玫瑰聖母司教座堂）に設けられた。
- 1949年 – 12月30日、教皇庁は台湾知牧区から北部を分割して台北知牧区（現在の台北大司教区）を設立し、かつ、台湾知牧区を高雄知牧区へ改称。管轄地域は高雄市、台中市、台南市、嘉義市、台中県、台南県、高雄県、台東県、澎湖県であり（なお、当時は彰化県、南投県、雲林県、嘉義県、屏東県はまだ設置されていなかった）、ドミニコ会のヨセフ・アレギ・イパラギレ師が知牧に就任した。
- 1951年 - 1月26日、教皇庁は高雄知牧区より台中市、台中県、彰化県および南投県を分離し、台中知牧区（現在の台中教区）を設立。
- 1952年 - 8月7日、教皇庁は台湾に教階制（ヒエラルキー）を制定し、また同時に雲林県、嘉義市、嘉義県、台南市、台南県および澎湖県を分離して嘉義知牧区（現在の嘉義教区）を設立、並びに台東県を分離し、台北教区の花蓮県と併せて花蓮知牧区（現在の花蓮教区）を設立した。これより現在にいたるまで高雄知牧区の管轄は高雄市、高雄県および屏東県（日本統治時代の高雄州の範囲）となる。
- 1961年 - 3月21日、高雄知牧区が高雄教区に昇格。中国人ドミニコ会士 鄭天祥師が教皇ヨハネ23世によって初代高雄司教に任命、同時に大司教の肩書きが与えられる。同年5月21日にローマで叙階。
- 1998年 – 2代目高雄司教単国璽師が教皇ヨハネ・パウロ2世により台湾初の枢機卿に抜擢。

## 統計
| 番号 | 項目               | 数値     |
| ---- | ------------------ | -------- |
| 1    | 信徒数             | 45,950名 |
| 2    | 司教および司祭     | 90名     |
| 3    | 修道士および修道女 | 140名    |
| 4    | 小教区             | 59箇所   |
| 5    | 巡回教会           | 52箇所   |

（2010年現在）

## 歴代知牧・司教（教区長）

### 台湾知牧
- 初代 – クレメンテ・フェルナンデス（中国語版）（ドミニコ会） 1913年 - 1921年
- 2代 – トマス・デ・ラ・ホス（中国語版）（ドミニコ会） 1921年 - 1932年
- 3代 – ヨゼフ里脇浅次郎　1941年 - 1946年
- 4代 – ヨセフ・アレギ・イパラギレ（中国語版）（ドミニコ会）　1948年 - 1949年

### 高雄知牧
- ヨセフ・アレギ・イパラギレ（ドミニコ会）　1949年 - 1961年

### 司教（教区長）
- 初代 - ヨセフ鄭天祥（ドミニコ会） 1961年 - 1991年
- 2代 - パウロ単国璽（イエズス会） 1991年 - 2004年
- 3代 - ペトロ劉振忠 2004年 - 現在